# Anegam (Arizona)
Anegam es un lugar designado por el censo ubicado en el condado de Pima en el estado estadounidense de Arizona. En el Censo de 2010 tenía una población de 151 habitantes y una densidad poblacional de 25,22 personas por km².

## Geografía
Anegam se encuentra ubicado en las coordenadas 32°22′27″N 112°2′6″O / 32.37417, -112.03500. Según la Oficina del Censo de los Estados Unidos, Anegam tiene una superficie total de 5.99 km², de la cual 5.99 km² corresponden a tierra firme y (0%) 0 km² es agua.

## Demografía
Según el censo de 2010, había 151 personas residiendo en Anegam. La densidad de población era de 25,22 hab./km². De los 151 habitantes, Anegam estaba compuesto por el 0% blancos, el 0% eran afroamericanos, el 98.68% eran amerindios, el 0% eran asiáticos, el 0% eran isleños del Pacífico, el 0% eran de otras razas y el 1.32% pertenecían a dos o más razas. Del total de la población el 4.64% eran hispanos o latinos de cualquier raza.